# لودي (مصارع)
لودي (بالإنجليزية: Lodi)‏ (8 سبتمبر 1970، آشبورو في الولايات المتحدة)؛ روائي أمريكي. درس في جامعة كارولينا الشرقية.

## روابط خارجية
- لودي على موقع IMDb (الإنجليزية)
- لودي على موقع قاعدة بيانات الفيلم (الإنجليزية)
- لودي على موقع CageMatch worker (الإنجليزية)
- لودي على موقع قاعدة بيانات المصارعة على الإنترنت (الإنجليزية)